# Paulinia guarana
Paulinia guarana (Paullinia cupana), pot. guarana lub gwarana – gatunek pnącza z rodziny mydleńcowatych. Występuje w całym dorzeczu Amazonki i Pary (Brazylia). Bywa nazywany zwyczajowo guaraną od nazwy gorzko-kwaśnego napoju, sporządzanego z jej nasion. Nazwa napoju zaś pochodzi od plemienia Guarani.

## Morfologia
PokrójPnącze płożące się lub wspinające do 10 metrów wysokości. Najczęściej jednak można ją spotkać w postaci wiecznie zielonego płożącego się krzewu.
LiścieParzystopierzaste, z dwoma parami podłużnie ząbkowanych listków o długości do 40 cm.
KwiatyDrobne, pachnące i białe, zebrane w groniaste kwiatostany wyrastające w kątach liści. Mają 4-5-działkowy kielich i 4-płatkową koronę, słupek i 8 pręcików.
OwocTorebki wielkości orzecha laskowego o jaskrawej barwie od pomarańczowej do czerwonej. Zawierają jedno duże, czarne nasiono. Owoc po obraniu jest czerwony, z odcieniem pomarańczowym i żółtym, częściowo otwiera się, ukazując nasiona.

## Zastosowanie
Gatunek o największej dotąd poznanej wśród roślin zdolności syntezy kofeiny, której zawiera 4 razy więcej niż ziarna kawowca. Właściwości rośliny znane są od dawna ludom tubylczym Amazonii, które zażywają ją w różnych postaciach dla podniesienia sprawności fizycznej i psychicznej w stanach wzmożonego wysiłku.
Dla świata zachodniego gatunek odkryty został na przełomie XVII i XVIII wieku i nazwany na cześć niemieckiego lekarza Christiana Franza Paullini. Indianie zamieszkujący amazońskie lasy deszczowe od tysięcy lat czerpią korzyści zdrowotne z guarany, nazywanej przez nich „darem od Boga”, czy też „eliksirem młodości”. W Europie uznano te walory guarany, a niektórzy sprzedawcy reklamowali ją nawet jako afrodyzjak. Znane są również doniesienia o wykorzystywaniu guarany w dorzeczu Amazonki jako środka płatniczego w handlu.
- Roślina lecznicza oraz używka:
  - Surowiec zielarski: Nasiona. Zawierają m.in. 4–8% kofeiny, poza tym teobrominę i teofilinę, około 11% tłuszczu, 3% białek, 9% skrobi, do 50% włóknika.
  - Działanie: Guarana działa stymulująco, znosi zmęczenie fizyczne i psychiczne, zwiększa umiejętność koncentracji i zapamiętywania. Działanie guarany można w pewnym uproszczeniu przyrównać do działania kawy. Ponieważ jednak kofeina z guarany nieco wolniej się wchłania z przewodu pokarmowego, jej działanie utrzymuje się do 6 godzin, a więc ok. 2 godziny dłużej od kawy – jest przy tym jednak łagodniejsze, mniej intensywne. Guarana wykazuje poza tym działanie antyoksydacyjne oraz przeciwbakteryjne[7]. Zmniejsza ryzyko wystąpienia zawałów i udarów[8]. Oprócz „zwyczajowej” postaci, guarana często sprzedawana jest w przystępniejszych formach – w tabletkach oraz kapsułkach, których zażywanie pozwala uniknąć jej wyjątkowo gorzkiego smaku. Może wywoływać skutki uboczne – podwyższenie ciśnienia tętniczego krwi, kołatanie serca, bezsenność, niepokój, a nawet zaparcia[9].

- Nasiona Paullinia cupana stosowane są również do wyrobu produktów energetycznych, preparatów przeznaczonych do odchudzania, piwa guaranowego i leków nasercowych.